# Иванова, Екатерина Ивановна
Екатерина Ивановна Иванова (18 июля 1992) — российская футболистка, защитница.

## Биография
Воспитанница футбольной секции Усть-Лабинского района Краснодарского края и клуба «Кубаночка» (Краснодар). Во взрослых соревнованиях начала карьеру в команде «Кубаночка-СДЮСШОР», игравшей в первом дивизионе.
С 2011 года выступала за основной состав «Кубаночки». Дебютный матч в высшей лиге сыграла 26 мая 2011 года против «Россиянки», заменив на 89-й минуте Кристину Круглову. Свой первый гол на высшем уровне забила 31 мая 2013 года в ворота «Мордовочки». Всего за три года сыграла 9 матчей и забила один гол в составе краснодарского клуба, при этом только в одной игре вышла в стартовом составе.
О выступлениях в следующие несколько лет сведений нет[уточнить].
В 2017 году спортсменка присоединилась к клубу «Торпедо» (Ижевск), с которым в том же сезоне стала серебряным призёром первого дивизиона. В 2018 и первой половине 2019 года выступала в высшей лиге, где провела в составе ижевского клуба 13 матчей.